# Colby Boothman

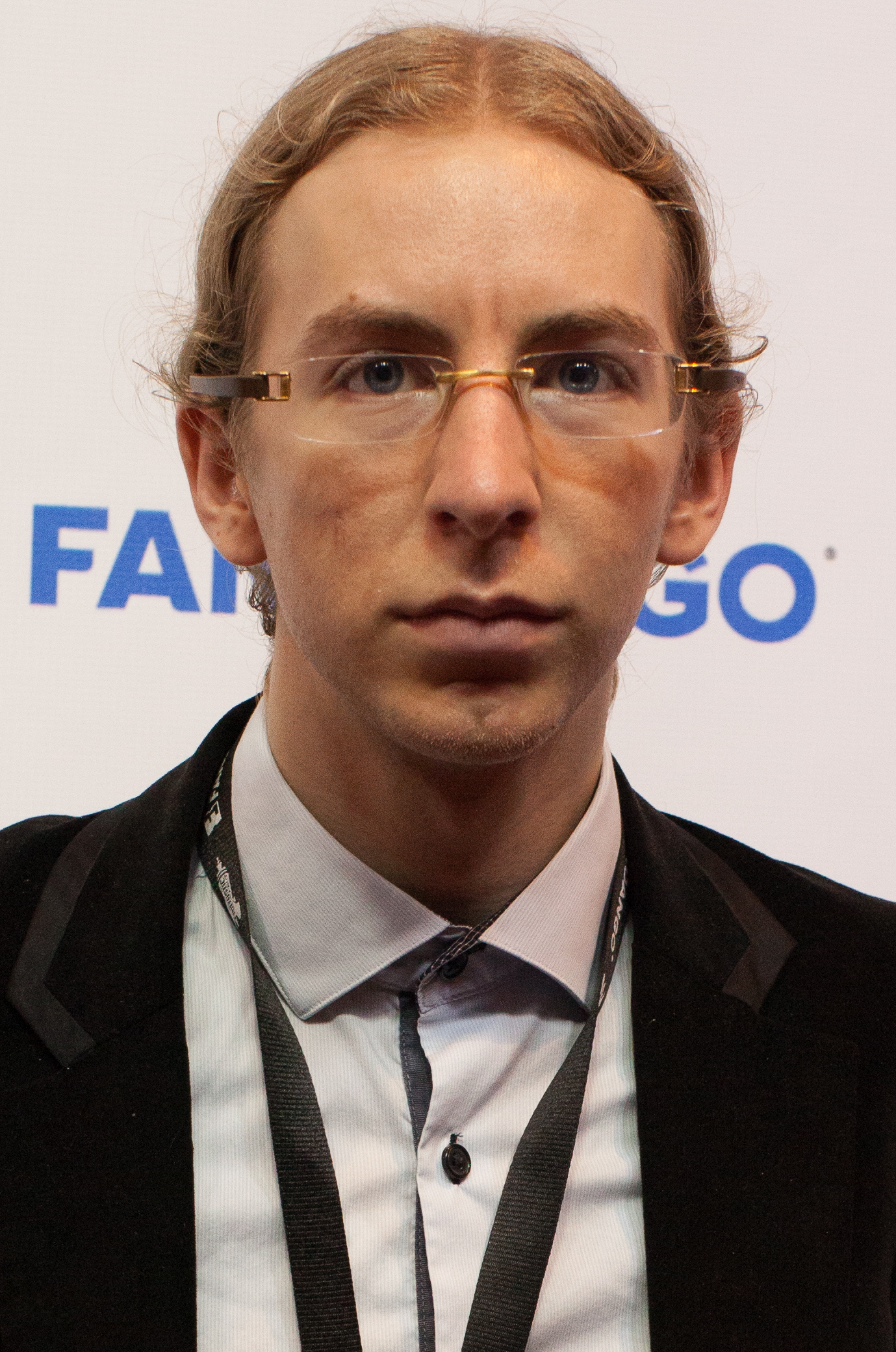
Colby Boothman

Colby Boothman-Shepard (* 4. Juli 1992 in Boston, Massachusetts) ist ein US-amerikanischer Schauspieler und DJ.

## Leben und Karriere
Colby Boothman wurde in Boston geboren und wuchs anschließend in Warwick, im US-Bundesstaat Rhode Island auf. Er betrieb zahlreiche Sportarten auf hohem Niveau, darunter Eishockey, Fußball, Fechten und Schach. Ab 2011 sammelte er erste Schauspielerfahrungen an Filmsets und erhielt kleine Rollen in Kühles Grab und 2013 Beautiful Creatures – Eine unsterbliche Liebe. Ebenfalls 2013 wirkte er als Abalam in einer kleinen Rolle im Horrorfilm Der letzte Exorzismus: The Next Chapter mit. Es folgten Gastrollen in den Serien Salem und Powers, bevor er 2015 in einer kleinen Rolle im Science-Fiction-Film Hot Tub Time Machine 2 besetzt wurde. Im selben Jahr war er zudem in der Rolle eines Raptorenpflegers im Film Jurassic World zu sehen, die seine Bekanntheit steigerte. Darüber hinaus erweckte er mittels des Motion-Capture-Verfahrens Luke Skywalker für das Videospiel Star Wars Battlefront zum Leben. Danach folgten Auftritte in den Serien The Detour, The Act und im Thriller Queen & Slim aus dem Jahr 2019.
Boothman verbringt seine Freizeit auf Reisen und ist im Schwertkampf trainiert.

## Filmografie (Auswahl)
- 2011: Kühles Grab (Hide, Fernsehfilm)
- 2013: Beautiful Creatures – Eine unsterbliche Liebe (Beautiful Creatures)
- 2013: Hell Baby
- 2013: Der letzte Exorzismus: The Next Chapter (The Last Exorcism: Part II)
- 2014: Salem (Fernsehserie, Episode 1x07)
- 2014: Warte, bis es dunkel wird (The Town That Dreaded Sundown)
- 2015: Hot Tub Time Machine 2
- 2015: Powers (Fernsehserie, Episode 1x03)
- 2015: Jurassic World
- 2015: Star Wars Battlefront (Videospiel)
- 2016: The Detour (Fernsehserie, Episode 1x02)
- 2018: The Domestics
- 2019: The Act (Fernsehserie, Episode 1x01)
- 2019: Queen & Slim
- 2021: Mona Lisa and the Blood Moon